# Sever do Vouga (freguesia)
Sever do Vouga est une paroisse civile portugaise (en portugais : freguesia) de la municipalité de Sever do Vouga, à laquelle elle a donné son nom, dans le district d'Aveiro.

## Géographie
Sever do Vouga correspond au centre urbain de la municipalité du même nom. La Vouga s'écoule à l'est de la ville.

## Démographie
Lors du recensement de 2021, Sever do Vouga compte 2 715 habitants. C'est ainsi la paroisse la plus peuplée de la municipalité, qui totalise 11 063 habitants.